# Aloisius Joseph Muench
Aloysius Joseph Muench (Milwaukee, 18 de fevereiro de 1889 — Roma, 15 de fevereiro de 1962) foi um diplomata da Santa Sé, e o primeiro Núncio Apostólico na República Federal da Alemanha. Foi fundamental na reconstrução da Alemanha.

## Vida
Aloysius Muench nasceu em 1889 como filho dos imigrantes alemães Joseph Muench e Theresa Kraus. Depois de se formar no Seminário São Francisco em Milwaukee, ele estudou na Universidade de Wisconsin em Madison e se formou em 1919 com um mestrado. Ele completou seus estudos de doutorado na Universidade de Friburgo, onde também é membro da fraternidade católica KDSt.V. Teutonia Fribourg estava no CV. Mais tarde, ele também estudou na Universidade Católica de Leuven, na Universidade de Oxford, na Universidade de Cambridge e na Sorbonne., Ele completou com sucesso seus estudos de doutorado em 1921. Em 1922 ele foi professor de teologia dogmática e ciências sociais em Saint Francis Seminary e 1929 decano da faculdade de teologia e chuva do seminário.
Muench foi em 08 de junho de 1913 pelo Arcebispo Sebastian Gebhard Messmer para a Arquidiocese Católica Romana de Milwaukee para sacerdotes ordenados. Depois de 10 de agosto, 1935, Bishop de Fargo foi nomeado, recebeu em 15 de outubro 1935 pelo delegado apostólico no Estados Unidos, Amleto Giovanni Cicognani, a ordenação episcopal. Co-consagradores foram os bispos auxiliares Christian Hermann Winkelmann de Saint Louis e William Richard Griffin de La Crosse, Em 6 de novembro de 1935, foi entronizado como bispo.
Desde 1946, Aloysius Muench é Visitador Apostólico e Diretor da Missão Pontifícia para Refugiados na Alemanha, baseada em Kronberg im Taunus. Sua missão pastoral incluía o cuidado de refugiados e deslocados da Europa Oriental. Até o verão de 1949, ele organizou o transporte de cerca de 950 vagões de carga com material de socorro papal para a Alemanha. Ele também encontrou apoio no governo dos EUA; Antes de ingressar na Kronberg, ele recebeu o certificado de nomeação do Secretário de Defesa dos EUA, Robert P. Patterson, como Oficial de Ligação para Assuntos Religiosos no Governo Militar dos EUA na Alemanha., Através de seus contatos nos EUA, Muench mediou uma considerável doação para destruir a Alemanha. Após a fundação da República Federal da Alemanha, a Missão Apostólica de Kronberg foi dissolvida em 1951.
Muench é contado entre os críticos influentes da condenação de criminosos de guerra nazistas nos julgamentos sucessores de Nuremberg. Ele defendeu condições de paz generosas para a Alemanha, que incluíam o perdão dos condenados. Münch não se envolveu publicamente, por exemplo, na libertação de Alfried Krupp, mas não de Otto Ohlendorf, que estava envolvido no assassinato em massa dos Einsatzgruppen. Várias vezes ele entrou em conflito com as autoridades militares americanas; Em Um Mundo em Caridade, ele comparou a política de ocupação aliada com o regime nacional-socialista.
Muench já estava desde 1949 chefe interino desde a morte do Núncio Orsenigo vago Nunciatura Apostólica e foi com o prêmio pessoal do título de arcebispo pelo Papa Pio XII. transferido em 28 de outubro de 1950 no cargo e dignidade de um núncio. A nomeação oficial para o Núncio Apostólico na República Federal da Alemanha ocorreu em 9 de março de 1951, com sede no Turmhof em Bad Godesberg - Plittersdorf. Ele manteve sua diocese de Fargo nos EUA durante esse período.
disse 1,959 Muench adeus não só como núncio na Alemanha, mas abandonou em 9 de Dezembro de 1959, sobre os Diocese Católica Romana de Fargo, depois do que para o mesmo dia Arcebispo titular de Selymbria foi nomeado. Em 14 de dezembro de 1959, o Papa João XXIII o levou. como padre cardeal com a igreja titular de San Bernardo todos Terme no Colégio de Cardeais. Muench foi o primeiro americano a sentar e votar na Cúria Romana.
O então Presidente Federal Theodor Heuss homenageou o Cardeal Muench em 1957 com a Grã-Cruz da República Federal da Alemanha. No mesmo ano, tornou-se membro honorário da K.St.V. Markomannia no KV para Münster.
O cardeal Muench morreu em Roma em 1962 e foi enterrado em sua terra natal, Fargo, Dakota do Norte.